# Johannes Niggemann
Johannes Niggemann (* 24. November 1898 in Elkeringhausen; † 6. Juni 1962 ebenda) war ein deutscher Kommunalpolitiker (CDU) und Senator der Stadt Hannover sowie Publizist und Journalist.

## Leben
Johannes Niggemann wurde in Elkeringhausen geboren. Nach seinem Schulabschluss erwarb er 1921 in Köln sein Kommunalbeamten-Diplom und begann im selben Jahr seine berufliche Laufbahn. Ebenfalls Anfang der 1920er Jahre studierte Niggemann an den Universitäten in Münster, Köln und Gießen und promovierte im Mai 1923 an der Universität Gießen zum Thema Die Selbstverwaltung der deutschen Wirtschaft zum Dr. phil. beziehungsweise zum Dr. rer. pol.
Nach einer mehrmonatigen Tätigkeit im Jahre 1923 als Volontär bei einer Bank wandte sich Niggemann ab Dezember desselben Jahres im Siegerland sowie im Ruhrgebiet dem Journalismus zu. Bis 1933/34 war er Chefredakteur der „Steeler Zeitung“ in Essen. Seine bis zu seinem Lebensende anhaltenden publizistischen Aktivitäten wurden lediglich zur Zeit des Nationalsozialismus durch kurze, politisch bedingte,  „Zwangspausen“ unterbrochen. 1942 ging er als „Flüchtling in Glaubensfragen“ nach Hannover, um dort die Hauptschriftleitung des damaligen von der Schlüterschen Buchdruckerei Verlagsanstalt verlegten und bis 1945 so genannten Wirtschaftsblattes Niedersachsen zu übernehmen.
Im April 1945 traf sich in Hannover ein Kreis von 13 Unternehmern und Vertretern der Wirtschaft, um über den Wiederaufbau und einen Neuanfang sowie eine anders zu gestaltende mögliche Zukunft zu beraten. Zu diesem Kreis zählte der Inhaber der Orpil-Seifenwerke und spätere Oberbürgermeister Franz Henkel, der Zementunternehmer und spätere Bundestagsabgeordnete Christian Kuhlemann, der Bahlsen-Geschäftsführer Kurt Pentzlin, der Großhändler und spätere Mitbegründer der Deutschen Messe AG Eduard Bergmann, der spätere Hauptgeschäftsführer der IHK Hannover Hans-Joachim Fricke und – bisher lediglich durch Indizien belegt – „[…] vielleicht Johannes Niggemann, der erste Chefredakteur der Niedersächsischen Wirtschaft“, wie die seit dem 15. Mai 1946 erscheinende Zeitschrift der IHK genannt wurde: Für das Mitteilungsblatt der seinerzeit noch gar nicht gegründeten Industrie- und Handelskammern Niedersachsens – Braunschweig, Emden, Hannover, Hildesheim, Lüneburg, Oldenburg und Osnabrück – hatte Niggemann von den britischen Militärbehörden die Lizenz erhalten, tauchte als Lizenznehmer aber erst ab 1948 im Impressum des Blattes auf.
Teilweise mit spitzer Feder übte der Publizist Niggemann „furchtlos“ und verantwortungsvoll auch öffentlich Kritik nach allen Seiten. Seine Devise lautete:

„Nicht: ‚Was habe ich vom Staat?‘, sondern: ‚Was bin ich dem Staat?‘“

Ebenfalls 1946 trat Niggemann Christlich Demokratischen Union (CDU) bei. Ab dem 28. November 1948 bis zu seinem Tod gehörte er ununterbrochen dem Rat der Stadt Hannover an und war in diesem Zeitraum mit kurzer Unterbrechung Fraktionsvorsitzender der CDU-Fraktion im Rat der Landeshauptstadt Hannover, zeitweilig auch Mitglied im Vorstand der CDU im Kreis Hannover. Im Jahre 1949 zählte Johannes Niggemann zu einem der Mitbegründer der Wohnungsbau-Genossenschaft Heimatwerk Hannover, die er lebenslang als deren Aufsichtsratsvorsitzender führte.
Im christlichen Glauben aktiv, engagierte sich der Katholik kommunalpolitisch unter anderem im Ausschuss für Wohnungsbauförderung Hannovers. Entsprechend der zu seiner Zeit katholischen Sozialpolitik setzte sich Niggemann – neben der Eigentumsförderung und der Mitarbeiter-Kapitalbeteiligung an Unternehmen – auch für die Förderung von Wohnungseigentum ein, neben dem Wohnungsbau und der Finanzwirtschaft im Sinne des Gemeinwohls aber auch für den Wiederaufbau der durch die Luftangriffe auf Hannover zerstörten Schulen. Ab dem 27. April 1955 stand Niggemann als Senator der Stadt Hannover zur Verfügung. Er war Vertreter des Oberbürgermeisters vom 29. Juni 1955 bis 27. November 1956 im Übergang von Wilhelm Weber auf August Holweg.
1956 wurde er von Kardinal-Großmeister Nicola Kardinal Canali zum Ritter des Ritterordens vom Heiligen Grab zu Jerusalem ernannt und am 8. Dezember 1956 in Köln durch Lorenz Jaeger, Großprior der deutschen Statthalterei, investiert. Er gehörte der Komturei Braunschweig an.
Ein halbes Jahr vor seinem Tod wurde Niggemann in den Aufsichtsrat der Preussag berufen, in dem er sich insbesondere für die Belange der Kleinaktionäre der Preussischen Bergwerks- und Hütten-Aktiengesellschaft einsetzte.
Niggemann war Mitglied des Lokalkomitees für den 79. Katholikentag im Jahr 1962 in Hannover, den er jedoch nicht mehr selbst erlebte. 
Er starb am 6. Juni 1962.

## Niggemannweg
1963 wurde im hannoverschen Stadtteil Bothfeld der Niggemannweg angelegt.

## Schriften
- Die Selbstverwaltung des deutschen Handwerks, 1923
- Festausgabe zur Einweihung des wiederhergestellten Kammergebäudes in Hannover, 24 Seiten, Industrie- und Handelskammer, Hannover 1954